# 侏儒舞
侏儒舞（ひきひとまい）は、猿楽の一種である。背の低い人の舞で、滑稽技に属する。『新猿楽記』に記され、平安時代、猿楽に入れられた。
文献初出は『日本書紀』武烈天皇8年3月の条に、「大に侏儒倡優を進めて爛漫の楽を為す、奇偉之戯を設けて靡靡之声を縦にす」とあるものである。これは、中国、肘の故事を借りたものであるといい、そうであるならば、当時、日本で侏儒舞が行われたか不明である。